# Canton de La Motte-Chalancon
Le canton de La Motte-Chalancon est une ancienne division administrative française située dans l'arrondissement de Die, dans le département de la Drôme, en région Rhône-Alpes.

## Composition
| Nom                            | Code Insee | Intercommunalité | Superficie (km2) | Population (dernière pop. légale) | Densité (hab./km2) |
| ------------------------------ | ---------- | ---------------- | ---------------- | --------------------------------- | ------------------ |
| La Motte-Chalancon (chef-lieu) | 26215      | CC du Diois      | 22,83            | 410 (2014)                        | 18                 |
| Arnayon                        | 26012      | CC du Diois      | 19,45            | 26 (2014)                         | 1,3                |
| Bellegarde-en-Diois            | 26047      | CC du Diois      | 26,04            | 73 (2014)                         | 2,8                |
| Brette                         | 26062      | CC du Diois      | 15,50            | 38 (2014)                         | 2,5                |
| Chalancon                      | 26067      | CC du Diois      | 36,00            | 45 (2014)                         | 1,3                |
| Establet                       | 26123      | CC du Diois      | 12,58            | 29 (2014)                         | 2,3                |
| Gumiane                        | 26147      | CC du Diois      | 8,92             | 21 (2014)                         | 2,4                |
| Pradelle                       | 26254      | CC du Diois      | 12,92            | 21 (2014)                         | 1,6                |
| Rochefourchat                  | 26274      | CC du Diois      | 12,74            | 1 (2014)                          | 0,08               |
| Rottier                        | 26283      | CC du Diois      | 8,54             | 24 (2014)                         | 2,8                |
| Saint-Dizier-en-Diois          | 26300      | CC du Diois      | 13,94            | 44 (2014)                         | 3,2                |
| Saint-Nazaire-le-Désert        | 26321      | CC du Diois      | 46,62            | 158 (2014)                        | 3,4                |
| Volvent                        | 26378      | CC du Diois      | 16,73            | 36 (2014)                         | 2,2                |

## Histoire
Le canton a été supprimé en mars 2015 à la suite du redécoupage des cantons du département ; ses communes ont rejoint le nouveau canton du Diois.

## Administration: conseillers généraux de 1833 à 2015
| Période | Période      | Identité                                          | Étiquette    | Qualité                                                                                                 |
| ------- | ------------ | ------------------------------------------------- | ------------ | --- |
| 1833    | 1836         | Aimé Jean-Pierre Reboul                           |              | Médecin à La Motte-Chalancon                                                                            |
| 1836    | 1847         | Alexandre René Chevandier de Valdrome (1796-1867) |              | Avocat Procureur du Roi à Die                                                                           |
| 1847    | 1852         | Léon Magnan                                       |              | Notaire, maire de La Motte-Chalancon                                                                    |
| 1852    | 1861         | Jean-François Désandrés                           |              | Notaire, maire de La Motte-Chalancon                                                                    |
| 1861    | 1875         | Abel Berger                                       |              | Avocat à Valence puis Procureur Général à Riom (Puy-de-Dôme) Conseiller municipal de Valence            |
| 1875    | 1880         | Hippolyte Magnan                                  | Droite       | Notaire Maire de La Motte-Chalancon                                                                     |
| 1880    | 1886         | Aimé Arnaud                                       | Républicain  | Notaire - Maire de La Motte-Chalancon                                                                   |
| 1886    | 1907 (décès) | Louis Evesque                                     | Républicain  | Médecin Maire de La Motte-Chalancon Député (1906-1907)                                                  |
| 1907    | 1919         | Albert Aubert                                     | Rad.         | Notaire Maire de Saint-Nazaire-le-Désert                                                                |
| 1919    | 1922 (décès) | François Pust                                     | Rad.         | Médecin à La Motte-Chalancon                                                                            |
| 1922    | 1940         | Paul Evesque (fils de L.Evesque) (1888-1962)      | Rad.         | Agent d'assurances Maire de La Motte-Chalancon                                                          |
|         |              |                                                   |              | |
| 1942    | 1945         | Marin Roman (1899-1972)                           |              | Secrétaire de mairie, inspecteur d'assurances Maire de Chalancon Nommé conseiller départemental en 1942 |
|         |              |                                                   |              | |
| 1945    | 1955         | Paul Evesque                                      | Rad.         | Agent d'assurances Maire de La Motte-Chalancon                                                          |
| 1955    | 1972 (décès) | Marin Roman                                       | DVD          | Maire de La Motte-Chalancon (1961-1971)                                                                 |
| 1972    | 1992         | Gabriel Mourier (1921-2006)                       | DVG puis PS  | Maire de La Motte-Chalancon                                                                             |
| 1992    | 2011         | Claude Brès                                       | DVD puis UMP | Maire de Saint-Nazaire-le-Désert (1989-2008)                                                            |
| 2011    | 2015         | Gérard Szostak                                    | DVG          | Médecin 1er adjoint au maire de La Motte-Chalancon                                                      |

## Conseillers d'arrondissement de 1833 à 1940
| Période                                  | Période      | Identité                            | Étiquette   | Qualité |
| ---------------------------------------- | ------------ | ----------------------------------- | ----------- | --- |
| 1833                                     | 1836 (décès) | Paul François Motte (1787-1836)     |             | Juge de paix à La Motte-Chalancon                                                                           |
| 1836                                     | 1848         | Jean-François Desandrés (1785-1863) |             | Notaire à La Motte-Chalancon                                                                                |
| 1848                                     | 1864         | Aimé Jean-Pierre Reboul             |             | Médecin à La Motte-Chalancon                                                                                |
| 1864                                     | 1877         | Jean Antoine Vincent Bernard        |             | Maire de Gumiane                                                                                            |
| 1877                                     | 1880         | Aimé Arnaud                         | Républicain | Notaire à La Motte-Chalancon                                                                                |
| 1880                                     | 1895         | Jean Henri Faure                    |             | Notaire, adjoint au maire de Valdrôme                                                                       |
| 1895                                     | 1901         | Élie Guiminel                       | Républicain | Maire de Volvent                                                                                            |
| 1901                                     | 1907         | Joseph Aubert                       |             | Notaire - Maire de Saint-Nazaire-le-Désert                                                                  |
| 1907                                     | 1919         | François Pust                       | Radical     | Docteur en médecine à La Motte-Chalancon                                                                    |
| 1919                                     | 1937         | René Mège                           |             | Propriétaire agriculteur, maire de Pradelle                                                                 |
| 1937                                     | 1940         | M. Toussaint                        | Radical     | |
| 1940                                     |              |                                     |             | Les conseils d'arrondissement ont été suspendus par la loi du 12 octobre 1940 et n'ont jamais été réactivés |
| Les données manquantes sont à compléter. |              |                                     |             | |

## Démographie
| 1962  | 1968  | 1975  | 1982  | 1990 | 1999 | 2006 | 2011 | 2012 |
| ----- | ----- | ----- | ----- | ---- | ---- | ---- | ---- | ---- |
| 1 539 | 1 272 | 1 052 | 1 011 | 954  | 929  | 978  | 911  | 900  |